# Pål Varhaug
Pål Varhaug, född 26 januari 1991 i Stavanger, är en norsk racerförare.

## Racingkarriär
Varhaug nådde redan som sjuttonåring den största internationella norska framgången inom bilracing, då han vann Formula Renault 2.0 Italia. 2010 körde han för Jenzer Motorsport i den nya formelbilsserien, GP3 Series. Han inledde säsongen bra med en seger på Circuit de Catalunya, men efter det tog han inte en enda poäng till. Han slutade därför på trettonde plats totalt med sina tio poäng från segern.
Till säsongen 2011 flyttade Varhaug upp till GP2 Series, med det franska teamet DAMS. Han hade redan under vintern kört i GP2 Asia Series för samma team och slutat på trettonde plats.
| År                                               | Klass/Mästerskap                       | Team              | Totalt/poäng             | Bästa placering |                          |
| ------------------------------------------------ | -------------------------------------- | ----------------- | ------------------------ | --------------- | ------------------------ |
| 2007                                             | LO Formula Renault 2.0 Suisse          | Jenzer Motorsport | Tatuus FR2000 (Renault)  | 2:a/232p        | Fyra segrar              |
| 2007                                             | Formula Renault 2.0 Italia             | Jenzer Motorsport | Tatuus FR2000 (Renault)  | -/0p            | 24:a på Mugello (Race 1) |
| 2007                                             | Formula Renault 2.0 NEC                | Jenzer Motorsport | Tatuus FR2000 (Renault)  | 39:a/16p        | Två trettondeplatser     |
| 2008                                             | Formula Renault 2.0 Eurocup            | Jenzer Motorsport | Tatuus FR2000 (Renault)  | 14:e/17p        | 5:a på Estoril (Race 2)  |
| 2008                                             | Formula Renault 2.0 Italia             | Jenzer Motorsport | Tatuus FR2000 (Renault)  | 1:a/330p        | Tre segrar               |
| 2009                                             | International Formula Master           | Jenzer Motorsport | Tatuus FR2000 (Renault)  | 5:a/49p         | Två andraplatser         |
| 2009                                             | International Formula Master - Rookies | Jenzer Motorsport | Tatuus IFM (Honda K20A)  | 2:a/101p        | ?                        |
| 2010                                             | GP3 Series                             | Jenzer Motorsport | Dallara GP3/10 (Renault) | 13:e/10p        | 1:a i Barcelona (Race 1) |
| 2011                                             | GP2 Asia Series                        | DAMS              | Dallara GP2/11 (Renault) | 13:e/1p         | 6:a på Imola (Race 2)    |
| 2011                                             | GP2 Series                             | DAMS              | Dallara GP2/11 (Renault) | säsongen pågår  | säsongen pågår           |
| Senast uppdaterad: 2011-08-22 (4956 dagar sedan) |                                        |                   |                          |                 |                          |